# O Duelo
O Duelo (en español El duelo) es una película brasileña del director Marcos Jorge, estrenada el 19 de marzo de 2015 basada en el libro “Os Velhos Marinheiros ou o Capitão de Longo Curso” (Los Viejos Marineros o el Capitán de Larga Distancia) del escritor bahiano Jorge Amado. Es el último trabajo del actor José Wilker.

## Trama
Basada en el libro "Os Velhos Marinheiros", de Jorge Amado, Las fantásticas aventuras de un capitán cuenta la historia del comandante Vasco Moscoso de Aragão (Joaquim de Almeida) y su agitada llegada al pueblo de Periperi, ubicado cerca de un gran municipio. Puerto. Después de una larga vida de aventuras a través de los mares, ahora maduro, este pintoresco extraño llega para quedarse en busca de descanso.
El capitán se convierte en narrador y se gana la simpatía de la mayoría de los vecinos, pero algunas personas comienzan a desconfiar de su carácter, especialmente Chico Pacheco, el inspector del pueblo y hasta entonces el ciudadano más admirado del lugar.

## Debut
La película fue estrenada la noche del 19 de marzo de 2015 en un cine de un centro comercial de Barra da Tijuca, Río de Janeiro.

## Elenco
| Actor                     | Personaje        |
| ------------------------- | ---------------- |
| Joaquim de Almeida        | Comandante Vasco |
| José Wilker               | Chico Pacheco    |
| Tainá Müller              | Dorothy          |
| João Gabriel Vasconcellos | Teniente Mário   |
| Cláudia Raia              | Carol            |
| Patricia Pillar           | Clotilde         |
| Jarbas Hombre de Mello    | Pedro Alencar    |
| Milton Gonçalves          | Gobernador       |
| Marcio Garcia             | Georges          |

## Recepción de la crítica
Para Isadora Rupp, del diario Gazeta do Povo, "En general, el elenco es competente (hay problemas con algunos personajes, que se desarrollan poco y, en algunos casos, parecen irrelevantes), pero es José Wilker quien se roba el protagonismo". Para Ruy Gardnier, del periódico O Globo, “Para una película que elogia la fascinación por la narración, sea verídica o no, “O Duel” carece descaradamente de dominio narrativo. La película se divide en partes demasiado apretadas, y la mano dura se nota en la falta de ritmo en las escenas y en los intentos poéticos, que siempre son evidentes.”
El periodista Daniel Dieb, de la revista Veja, destacó el atractivo de la película al género fantástico, poco explorado en Brasil: "Sin exageraciones visuales, O Duelo intenta expandir los géneros del cine brasileño, para que no se limite a la comedia y largometrajes que tienen problemas sociales de fondo ".
El crítico de cine Rubens Ewald Filho, criticado en su blog, acusando a la producción de los problemas de la película. Marcelo Hessel, de Omelete, clasificó la película como "regular" con dos estrellas, haciendo un paralelo con Estômago, otra película de Marcos Jorge.